# القواعد الإجرائية (أوروبا)
القواعد الإجرائية هي القواعد التنظيمية المعمول بها في البرلمان الأوروبي الصادرة على أساس المادة 232 من معاهدة الاتحاد الاقتصادي الأوروبي.